# Theodul Schlegel
Theodul Schlegel (* um 1485; † 23. Januar 1529 in Chur) war ein Schweizer Geistlicher und von 1515 bis 1529 Abt des St. Luzi in Chur. Er wurde im Zuge der Reformation von den Bündnern gefoltert und anschliessend hingerichtet.

## Leben
Über seine Kindheit und Jugend ist wenig bekannt. Er studierte von 1504–1507 Theologie in Tübingen und Heidelberg. Anschliessend wurde er in das Prämonstratenser Klosterkonvent St. Luzi in Chur aufgenommen. 1513 wird er als Rechtsvertreter des Klosters genannt, 1514 als deren Prior. Ab 1515 diente er als Abt des Klosters. Anfangs interessierte er sich für die reformistischen Ideen von Huldrych Zwingli und Joachim Vadian. Im Ilanzer Religionsgespräch 1524–1526 verteidigte er aber den alten katholischen Glauben.
1523 hatte sich die Stadt Chur der Reformation angeschlossen. 1528 versuchte die Stadt Kontrolle über das Kloster zu erlangen. Daraufhin ließ Theodul Schlegel den Schatz und das Vermögen des Klosters nach Feldkirch in Sicherheit bringen. Die meisten Mitglieder des Klosters flüchteten nach Feldkirch oder ins Liechtensteiner Bendern. In diesem Jahr sollte der alte Bischof von Chur Paul Ziegler durch einen neuen Bischof Giovanni Angelo Medici. dem späteren Papst Pius IV. ersetzt werden. Doch die Bündner lehnte die Benennung des neuen Bischofs ab. Sie bestanden auf einen Bischof aus ihren eigenen Reihen. Im Herbst dieses Jahres versuchte der Graf Wolf Dietrich von Hohenems mit seiner Gemahlin Clara Medici, eine Tochter aus dem norditalienischen Hochadel mit Gefolge von Como kommend seine Heimat im Oberrheintal zu erreichen. Sie wählten den kürzesten Weg über den Splügenpass, welches sich aber unter der Kontrolle der Drei Bünde befand.
Damit Giovanni Angelo Medici unerkannt Chur durch bündnerisches Gebiet erreichen konnte, schloss er sich inkognito der Reisegesellschaft an. Doch diese wurden durch einen frühen Wintereinbruch und Schnee aufgehalten. Einheimische wurden angeworben um Nachrichten nach Hohenems und an Theodul Schlegel zu überbringen. Doch die Einheimischen übergaben die Nachrichten an die Bündner Behörden, anstelle sie auszuliefern. Dadurch wurde der Plan von Giovanni Angelo Medici bekannt. Die Büdner zwangen die Reisegesellschaft zur Umkehr nach Como. Auch nahmen sie Theodul Schlegel fest, klagten ihn wegen Hochverrat an, folterten ihn und köpften ihn am 23. Januar 1529 in Chur.